# Anderson (Indiana)
Anderson è una città degli Stati Uniti d'America, capoluogo della Contea di Madison, nello Stato dell'Indiana.

## Amministrazione

### Gemellaggi
Bernburg